# Återkomsten (Almqvist)
Återkomsten är en novell av Carl Jonas Love Almqvist. Den inleder band VIII av den så kallade duodesupplagan av Törnrosens bok, vilket utkom 1838. Den korta texten är en dialog mellan de två centrala karaktärerna i ramberättelsen till Törnrosens bok, Herr Hugo och Richard Furumo, en diskussion som framför allt rör förhållandet mellan litterära genrer. Därmed förbereder samtalet den efterföljande brevromanen Araminta May.